# 列昂尼德·索博列夫
列昂尼德·谢尔盖耶维奇·索博列夫（俄语：Леони́д Серге́евич Со́болев，1898年7月9日（21日）—1971年2月17日）苏联的作家、记者。尼基塔·谢尔盖耶维奇·赫鲁晓夫统治时期，他在苏联作家协会批判了鲍里斯·列昂尼多维奇·帕斯捷尔纳克以及作品。